# Drosophila setositibia
Drosophila setositibia är en tvåvingeart som beskrevs av Elmo Hardy och Kenneth Y. Kaneshiro 2001. Drosophila setositibia ingår i släktet Drosophila och familjen daggflugor.
Artens utbredningsområde är Hawaii.